# 戦時性暴力

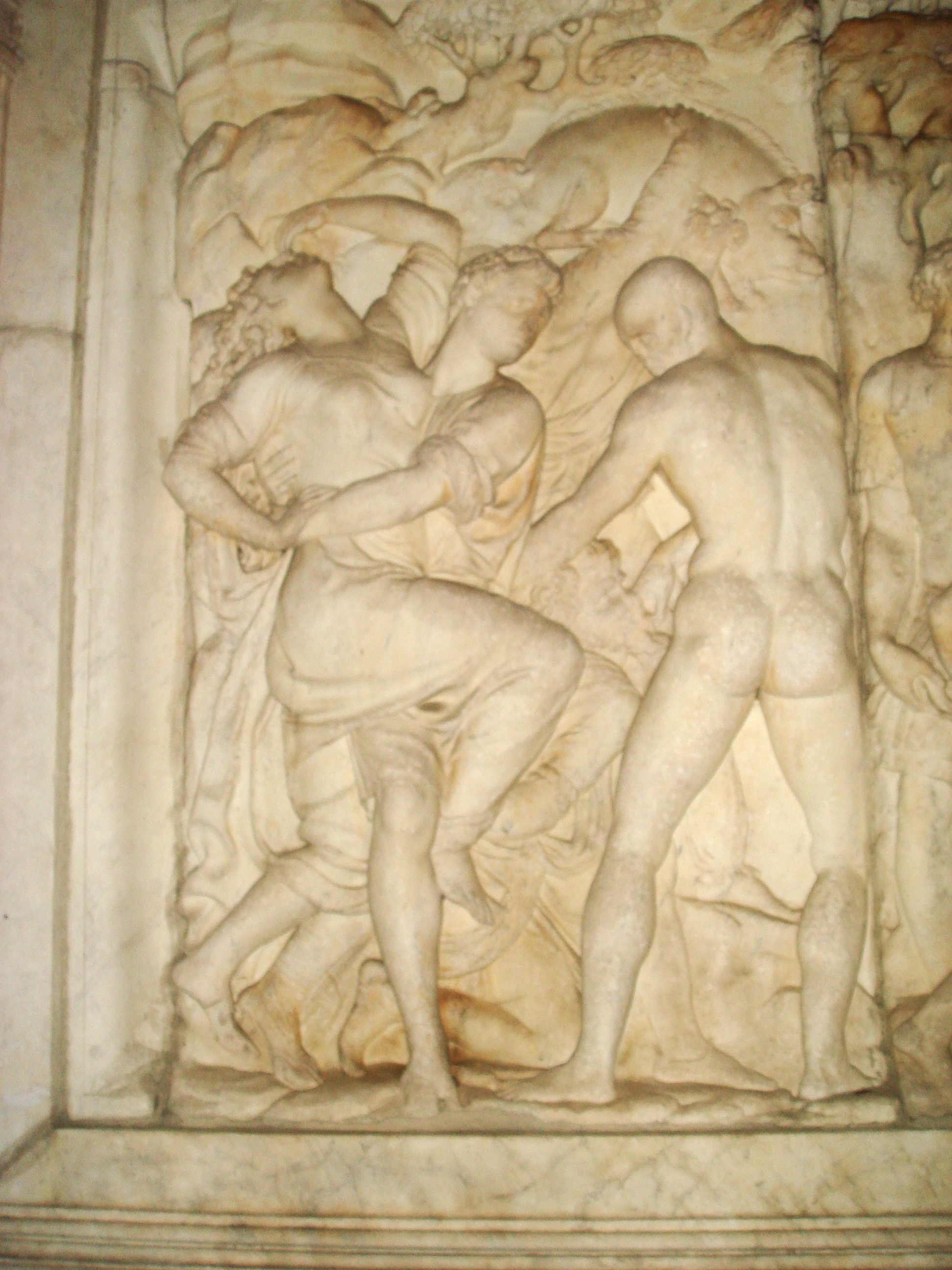
女性を誘拐する男を描いたジョヴァンニ・デッレ・バンデ・ネーレの記念碑(フィレンツェ、サン・ロレンツォ広場)

戦時性暴力は、戦時中や軍事占領中に戦闘員が行う性暴力である。相手に恥をかかせることも目的の一つとされる。敵国の人(特に女性)との性行為を戦利品として扱い、戦争の副産物とされたが、近年では「戦争兵器」と捉える見方が登場するようになった。ジェンダーにかかわる問題とされる。

## 定義
国際刑事裁判所のローマ規程第7条では、「人道に対する犯罪」の中に「強姦、性的な奴隷、強制売春、強いられた妊娠状態の継続、強制断種その他あらゆる形態の性的暴力。」も含まれている。

戦時性暴力の定義は

1. 加害者が、被害者の身体の任意の部分に、わずかであっても侵入をもたらす行為によって、人の身体に侵入すること。
2. 暴力、強要、拘禁、心理的抑圧若しく権力の濫用に対する恐怖によって引き起こされるもの、または強制的な環境を利用して、武力または威嚇によって行われた場合または真の同意を与えることができない者に対して行われた場合。
3. この行為は、民間人に対する広範または組織的な攻撃の一部として行われた。
4. 加害者は、その行為が民間人に対する広範または組織的な攻撃の一部であることを知っていたか、またはその一部であることを意図している。

としている。
2009年、国連は紛争関連の性的暴力(CRSV)を平和と安全の問題および関連する違反として取り組むためのマンデートを確立し、戦時性暴力の定義を
「強姦、性的隷制、強制売春、強制妊娠、強制堕胎、強制不妊手術、強制結婚、性的暴力・搾取を目的として紛争下で行われた人身売買、および女性、男性、少女、少年に対して行われ、紛争に直接的または間接的に関連している同等の重大性暴力」
とした。

## 歴史

### 第二次世界大戦まで
古代ギリシア人は、女性に対する戦争強姦を「戦争のルールの範囲内において社会的に許容される行為」とみなし、戦士たちは征服した土地の女性を「正当な戦利品」と見なした。
ヴァイキングは、8世紀後半から11世紀初頭にかけてヨーロッパの広い地域を襲撃し、支配したが、占領地では強姦や略奪が行われていたとされる。

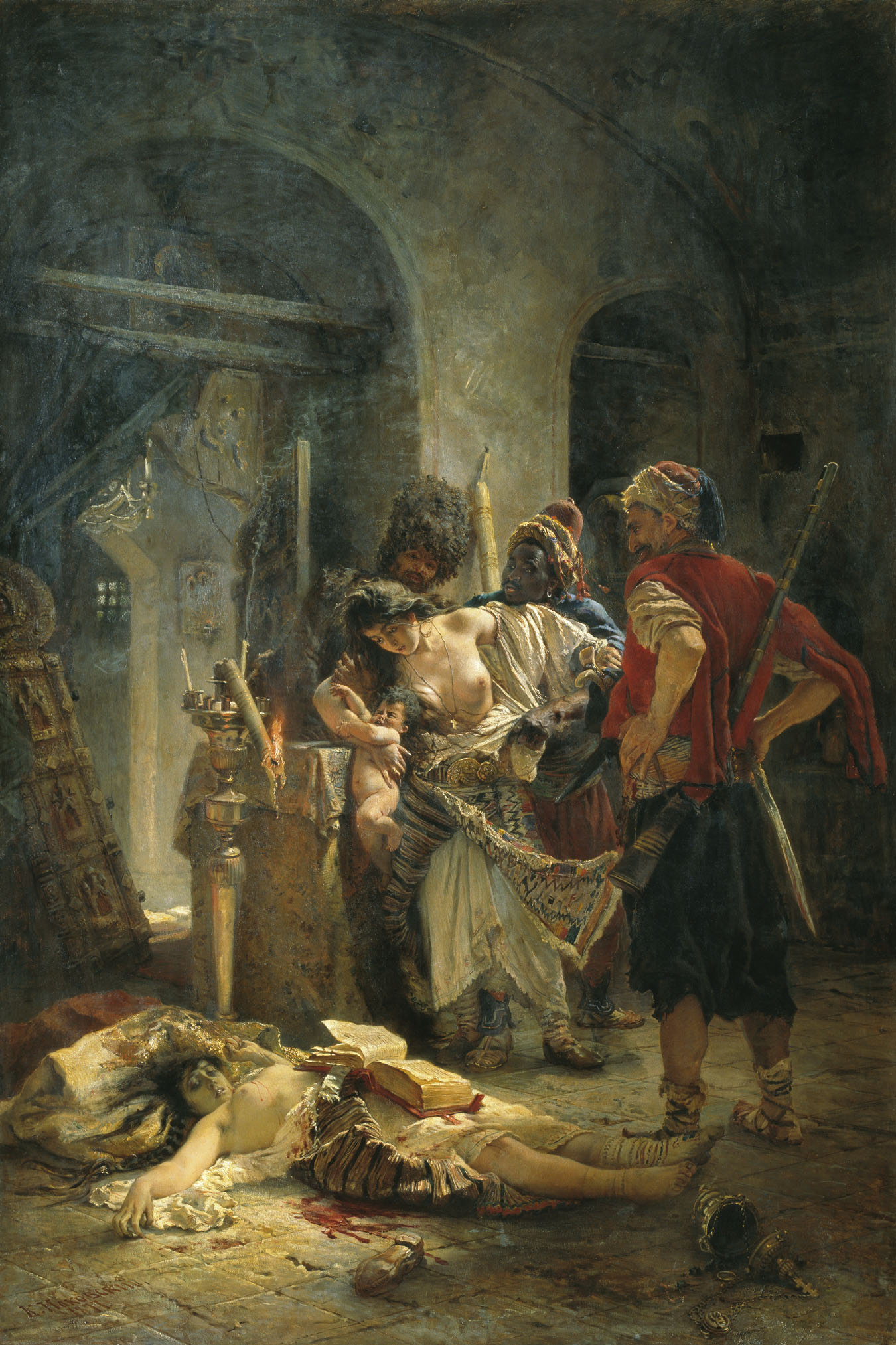
「ブルガリアの致命女達」、ロシアの画家コンスタンチン・マコフスキーによる1877年の絵画。露土戦争でレイプされたブルガリア人女性を映し出している。

中世ヨーロッパでは兵士が女性や民間人を一般的に攻撃することを思いとどまらせる神の平和と休戦の制度や騎士道の理想を広め戦時性暴力を防ごうとした。この時代は戦争に勝ったことに対する報酬として行われ、依然として性暴力が蔓延していた。三十年戦争では多数のドイツ人が略奪の被害にあっただけでなく、多くの女性が強姦された。
1863年のリーバー法典は南北戦争中の北軍の戒厳令で、強姦について「すべての強姦...死刑に処せられる」とあり、これは慣習人道法における強姦の最初の禁止であった。
強姦の禁止はジュネーブ条約から除外され、ハーグ条約でも曖昧なままにされた。「名誉と権利および人の生命...占領軍によって尊重されなければならない」

### 第二次世界大戦

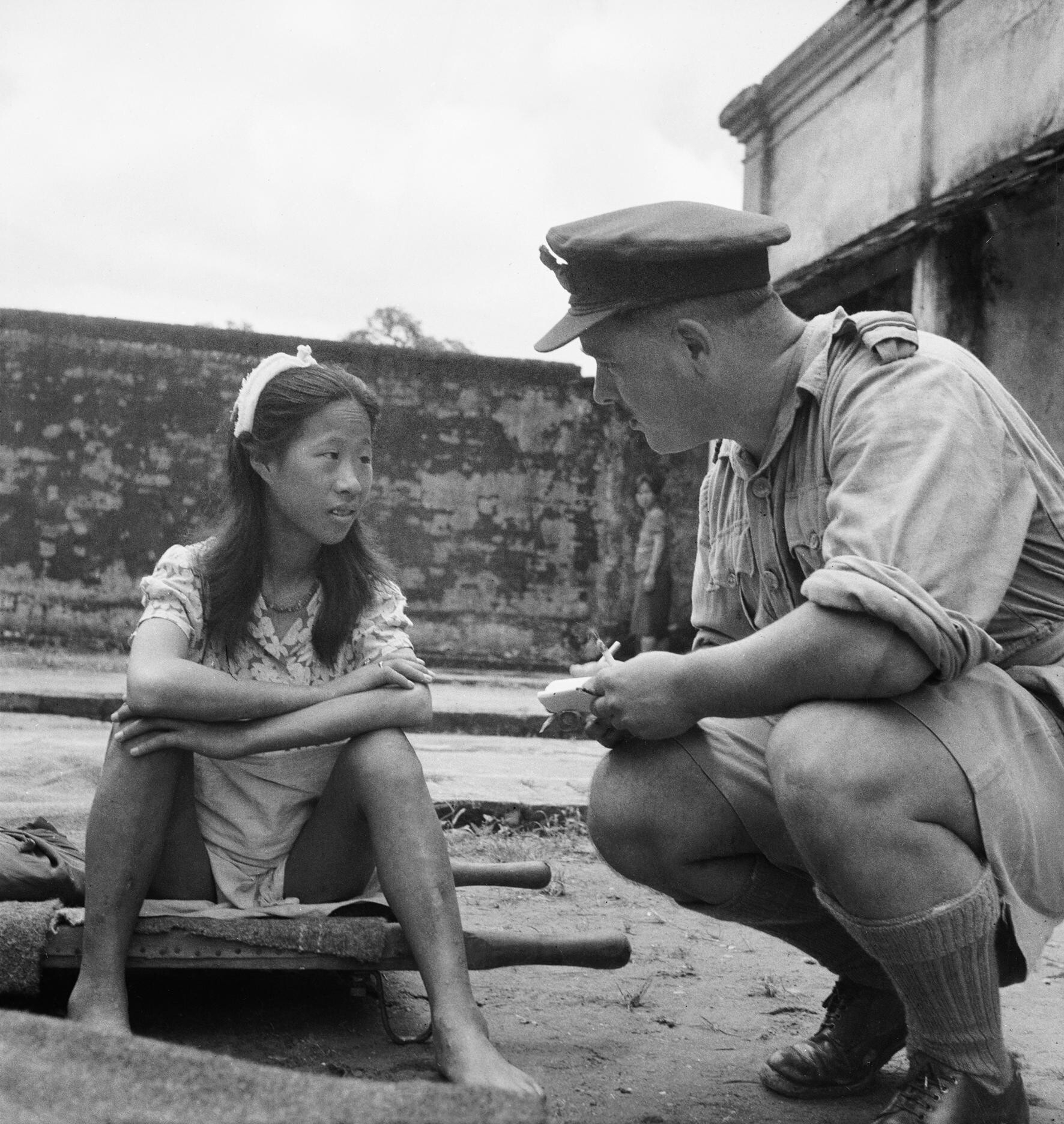
連合国の将校からインタビューを受ける「慰安大隊」に所属していた若い中国人女性。

戦後のニュルンベルク裁判では特に強姦について言及しておらず、ナチスの性犯罪に対し充分な措置を行えなかったという批判も存在している。また、ホロコーストの一環として性暴力の被害を受けていたユダヤ人もいた。極東国際軍事裁判では強姦を防げなかったとして有罪判決を受けた日本政府高官がいた。連合国の一部の兵士は占領下の日本やドイツで性暴力に及んでいたとされる。

### 第二次世界大戦後
1949年のジュネーブ諸条約第3条では、「生命及び人に対する暴力、特にあらゆる種類の殺人、身体の切断、残虐な取扱い及び拷問」及び「個人の尊厳に対する暴挙、特に屈辱的で品位を傷つける取扱い」が記されている。ジュネーブ第4条約第27条は、戦時中の強姦と強制売春を明確に禁じている。
1998年のルワンダ国際刑事法廷ではルワンダのジャン＝ポール・アカイェス氏の裁判で、法廷は「性的暴行はツチ族を滅ぼす過程の不可欠な部分であり組織的でツチ族の女性のみに対して行われており、これらの行為がジェノサイドを構成するために必要な具体的な意図を明らかにしている」とした。1998年9月2日、アカイェスは無期懲役の判決を受けた。
2008年から2014年まで国連人権高等弁務官を務めたナバネセム・ピレイ判事は、判決後の声明で「太古の昔から、レイプは戦利品と見なされてきた。今やそれは戦争犯罪と見なされるだろう。レイプはもはや戦争の戦利品ではない」というメッセージを発信した。
旧ユーゴスラビア国際戦犯法廷では裁判所が初めて強姦を戦争犯罪と正式に定義し、人道に対する罪として多数のセルビア軍人、警察が起訴、逮捕された。
2022年のロシアによるウクライナ侵攻でロシア軍は、戦争の武器としての集団強姦の利用を含む性暴力を行ってきた。ウクライナ独立国際調査委員会によると、ロシア兵による性的暴行の被害者は4歳から80歳までと幅広いという。

## 対象
性暴力の対象は男性より女性が多く、第二次世界大戦中に強姦を受けた人は男性よりも女性のほうが多いことがデータで示されている。また、女性が男性に対し性暴力を行った事例も報告されている。セーブ・ザ・チルドレンによるとこれらのレイプの被害者の半数以上は子どもであり、2歳未満の犠牲者も確認されている。シエラレオネに至っては、性暴力の被害者の70%以上が18歳未満の少女であり、その5分の1以上が11歳未満である。